# Ana Vela-Rubio
Ana Vela-Rubio (ur. 29 października 1901 w Puente Genil w Andaluzji, zm. 15 grudnia 2017 w Barcelonie) – hiszpańska superstulatka i zarazem druga za Marią Branyas Morerą najstarsza osoba w historii Hiszpanii, której wiek został udokumentowany i pomyślnie zweryfikowany przez Gerontology Research Group

## Życiorys
Ana Vela-Rubio przyszła na świat 29 października 1901 roku jako córka Pedro Vela i Carmen Rubio w mieście Puente Genil, w autonomicznej wspólnocie regionu Andaluzji, w prowincji Kordoba. Z zawodu była krawcową.
Ana przeniosła się do Barcelony w 1950 roku, gdzie zamieszkała wraz ze swoim partnerem. Nigdy nie poślubiła swojego partnera, ponieważ ich rodzice nigdy nie popierali tego związku. Pracowała jako szwaczka aż do emerytury. Ana cierpiała także na demencję starczą, a jej urodziny były prywatnym i cichym wydarzeniem, w którym uczestniczyli tylko pracownicy i córka Any. Ana Vela-Rubio miała dwóch synów i dwie córki. Ana Vela-Rubio swoją długowieczność przypisywała trzem rzeczom: życzliwości, radości i czerwonemu winu.